# Université d'Antioquia
L'université d'Antioquia (en espagnol : Universidad de Antioquia ou U. de A.) est l'établissement d'enseignement supérieur le plus important du département d'Antioquia, et la plus ancienne université publique en Colombie, fondée en 1803. Cette Université est reconnue comme l'une des meilleures institutions d'éducation supérieure du pays et sa faculté de médecine est l'une des plus réputées en Colombie,.
| Doctorats | Masters | Spécialisations en médecine | Spécialisations | Total |
| --------- | ------- | --------------------------- | --------------- | ----- |
| 611       | 1 288   | 478                         | 659             | 3 036 |

| Doctorats | Masters | Spécialisations en médecine | Spécialisations | Total |
| --------- | ------- | --------------------------- | --------------- | ----- |
| 0         | 57      | 0                           | 86              | 143   |

| Doctorats | Masters | Spécialisations en médecine | Spécialisations | Total |
| --------- | ------- | --------------------------- | --------------- | ----- |
| 0         | 41      | 0                           | 0               | 41    |

| Doctorats | Masters | Spécialisations en médecine | Spécialisations | Total d'étudiants |
| --------- | ------- | --------------------------- | --------------- | ----------------- |
| 611       | 1 386   | 478                         | 745             | 3 220             |

| Type d'éducation continue              | Personnes |
| -------------------------------------- | --------- |
| Cours                                  | 5 292     |
| Diplomate                              | 3 518     |
| Séminaires                             | 5 493     |
| Autres activités en éducation continue | 34 017    |
| Total                                  | 95 948    |

## Historique
Dans l'époque de la colonisation espagnole les habitants d'Antioquia étaient obligés de faire leurs études dans les collèges et les universités situés à Santafé de Bogotá et à Popayán. C'est alors qu'à la fin de l'époque coloniale des habitants de la ville de Medellín, actuelle capitale du département d'Antioquia, ont sollicité à la Couronne espagnole la permission de créer un collège-couvent.
Cette initiative a réussi lorsqu'en 1801, à travers la Real cédula du 9 février de la même année, le roi Charles IV autorise la création du Colegio de Franciscanos (collège des frères franciscains). Cette première fondation franciscaine a commencé son travail en 1803, dans un bâtiment situé du côté nord du parque Berrío, sous la direction de Fray Rafael de la Serna. Les premiers enseignements étaient la grammaire, la philosophie et le latin. Cette université est la plus ancienne de Colombie. Il s'agit d'une université publique, la deuxième en importance après l'Université nationale de Colombie.

## Organisation
Le campus central est situé à Medellín, d'autres antennes régionales se trouvent dans les municipalités de Envigado, Puerto Berrío, Amalfi, Segovia, Yarumal, Santa Fe de Antioquia, Carmen de Viboral, Andes, Caucasia et Turbo. L'Université est composée de 26 unidades académicas (unités académiques) : 14 facultades (facultés), 4 escuelas (écoles), 4 institutos (instituts) et 4 corporaciones (corporations).

## Étudiants notables
- Gilberto Alzate Avendaño
- Tomás Carrasquilla
- Carlos Gaviria Díaz
- Víctor Gaviria
- Estanislao Zuleta

## Honneur
Le 19 décembre 2023, l'astéroïde (423624) Udeantioquia est nommé en son honneur.